# Dekanat Legnica Wschód
Dekanat Legnica Wschód – jeden z 28 dekanatów w rzymskokatolickiej diecezji legnickiej.

## Parafie
W skład dekanatu wchodzi 10 parafii:
- Parafia św. Michała Archanioła – Koskowice
- Parafia Matki Bożej Królowej Polski – Legnica
- Parafia Najświętszego Serca Pana Jezusa – Legnica
- Parafia Podwyższenia Krzyża Świętego – Legnica
- Parafia św. Jacka Odrowąża – Legnica
- Parafia św. Joachima i Anny – Legnica
- Parafia św. Wojciecha – Legnica
- Parafia Świętej Trójcy – Legnica
- Parafia Katedralna Świętych Apostołów Piotra i Pawła – Legnica
- Parafia Podwyższenia Krzyża Świętego i św. Jadwigi Śląskiej – Legnickie Pole